# Kasumigaseki
Kasumigaseki (霞が関? lett. "Cancello di nebbia") è un quartiere di Chiyoda, Tokyo, in Giappone, generalmente indicato come il centro amministrativo della capitale giapponese. È sede di diversi edifici governativi e istituzionali.

## Storia

### Origine del nome

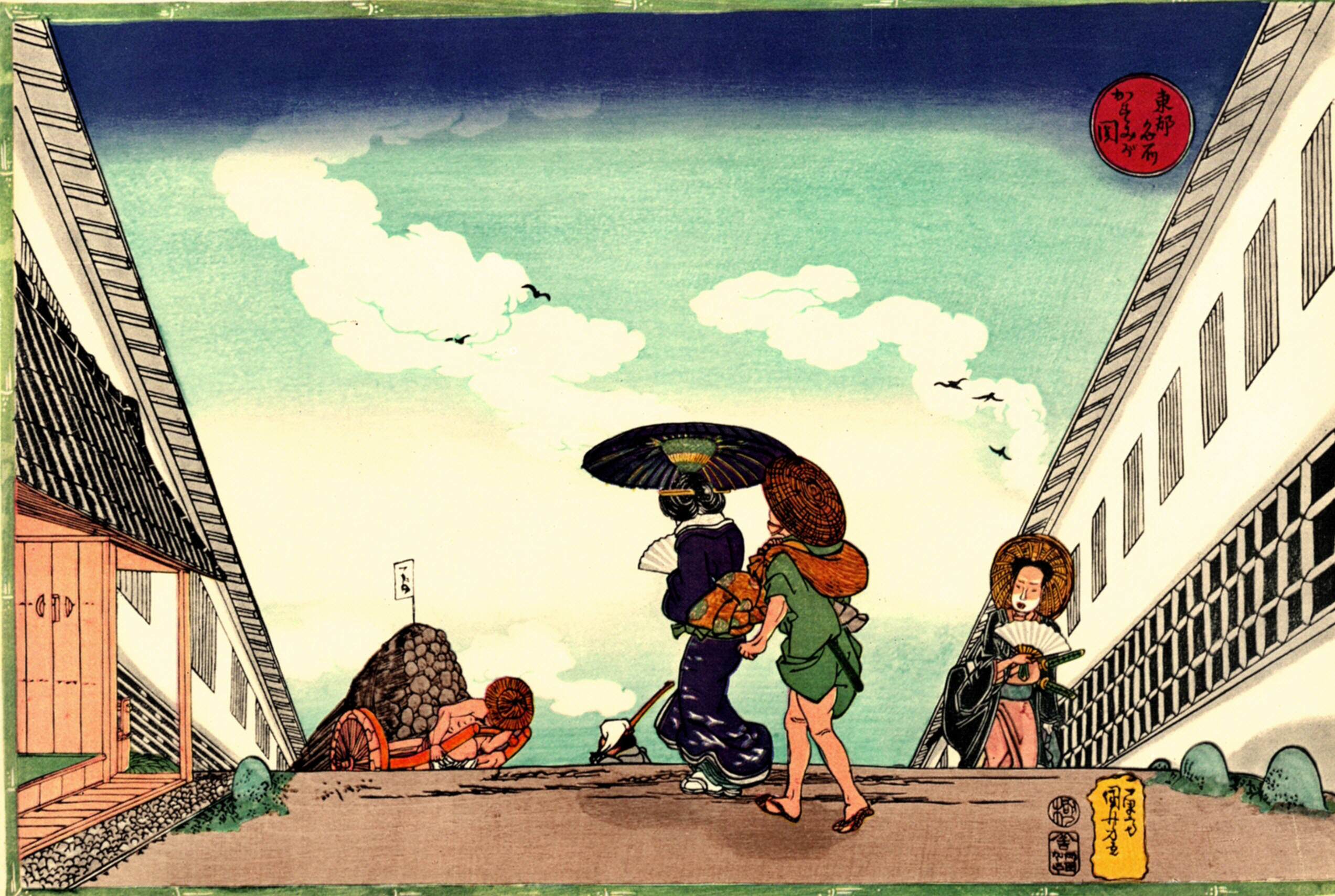
Mezzogiorno a Kasumigaseki, ukiyo-e di Kuniyoshi Utagawa

Kasumigaseki significa letteralmente "cancello di nebbia". Secondo un'antica leggenda l'origine del nome si deve al principe Yamato Takeru, per il quale esisteva un cancello in grado di tenere al di fuori del suo regno la nebbia e la foschia, metafora stante a indicare i "barbari orientali", gli Emishi. Il nome fu poi ripreso in diversi poemi waka del periodo Heian, e dal periodo Edo venne usato per indicare una delle stazioni lungo la Ōshū Kaidō nei pressi di Ebara, e la circostante zona collinare a Edo. Nel periodo Meiji Kasumigaseki divenne il nome di una cittadina della prefettura di Tokyo e, in seguito a una ristrutturazione amministrativa, la stessa cittadina venne suddivisa negli odierni quartieri di Kasumigaseki e Nagatachō nel 1967.

### Kasumigaseki come centro amministrativo

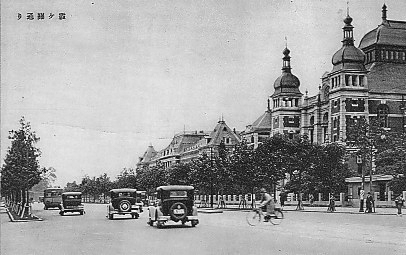
Kasumigaseki negli anni 1930

A partire dal 1870 e in seguito all'insediamento del Governo Meiji, Kasumigaseki divenne il centro amministrativo del Paese, con lo spostamento del Ministero degli affari esteri da Ginza alla vecchia residenza di Edo del clan Kuroda e la costruzione dell'allora palazzo del Ministero della giustizia nel 1985. Inizialmente era previsto che la maggior parte degli uffici governativi fossero costruiti in prossimità del Palazzo imperiale ma, a causa delle condizioni del terreno ritenute inadeguate, questi trovarono spazio nella zona corrispondente all'odierno quartiere di Kasumigaseki.
Prima della costruzione dell'effettivo Palazzo della Dieta Nazionale, il quale sarebbe stato edificato all'interno del quartiere di Nagatachō, si decise di costruire un edificio provvisorio a Kasumigaseki, nel sito in cui oggi sorge il palazzo del Ministero dell'economia, del commercio e dell'industria. La struttura venne rasa al suolo da un incendio nel 1891 e nel 1925, venendo sempre ricostruita: il terzo edificio provvisorio rimase in uso fino a quando l'attuale Palazzo della Dieta non fu completato nel mese di novembre del 1936.

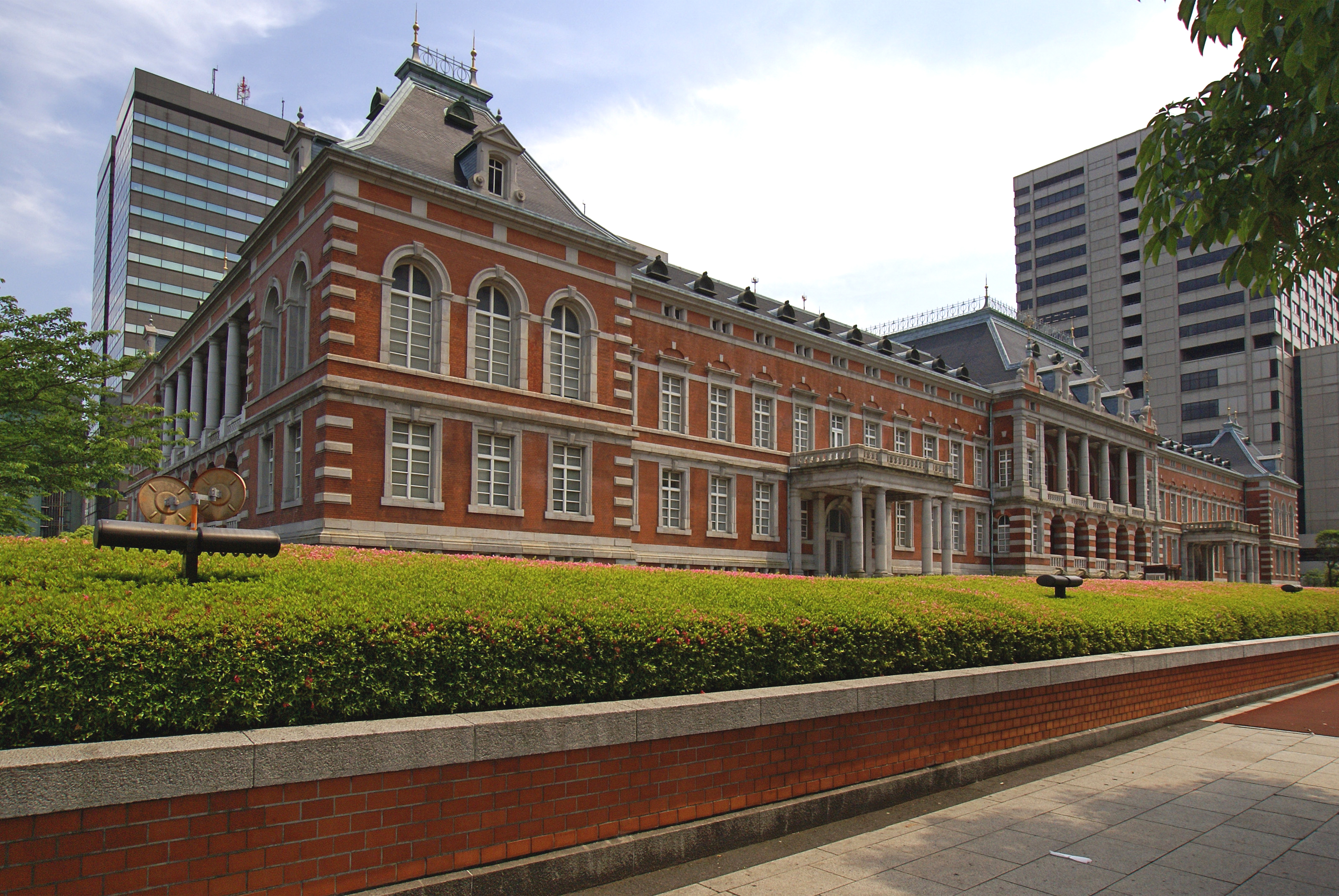
L'ex sede del Ministero della Giustizia, ora ospitato all'interno del Palazzo del Governo centrale no. 6, figura tra gli Importanti beni culturali del Giappone

### Nel secondo dopoguerra
Dopo la fine della seconda guerra mondiale il governo intraprese una campagna di ristrutturazione delle strutture governative, in modo da facilitarne l'accesso ai cittadini e migliorarne l'efficienza, con il presupposto di fare un uso migliore e più efficace del territorio e di ridurre i costi di costruzione. Nel 1954 venne edificato il Palazzo del Governo centrale no. 1, che ospita tra le altre cose la sede del Ministero dell'agricoltura, delle foreste e della pesca. A questo seguì la costruzione di altri sei edifici governativi, che rappresentano tuttora l'anima amministrativa del quartiere e della capitale Tokyo.
Il 20 marzo 1995 le stazioni di Kasumigaseki e di Nagatachō furono bersaglio di un attentato terroristico che causò diverse vittime e feriti, e da allora nella zona vi è una grande presenza di polizia.

## Monumenti e luoghi d'interesse

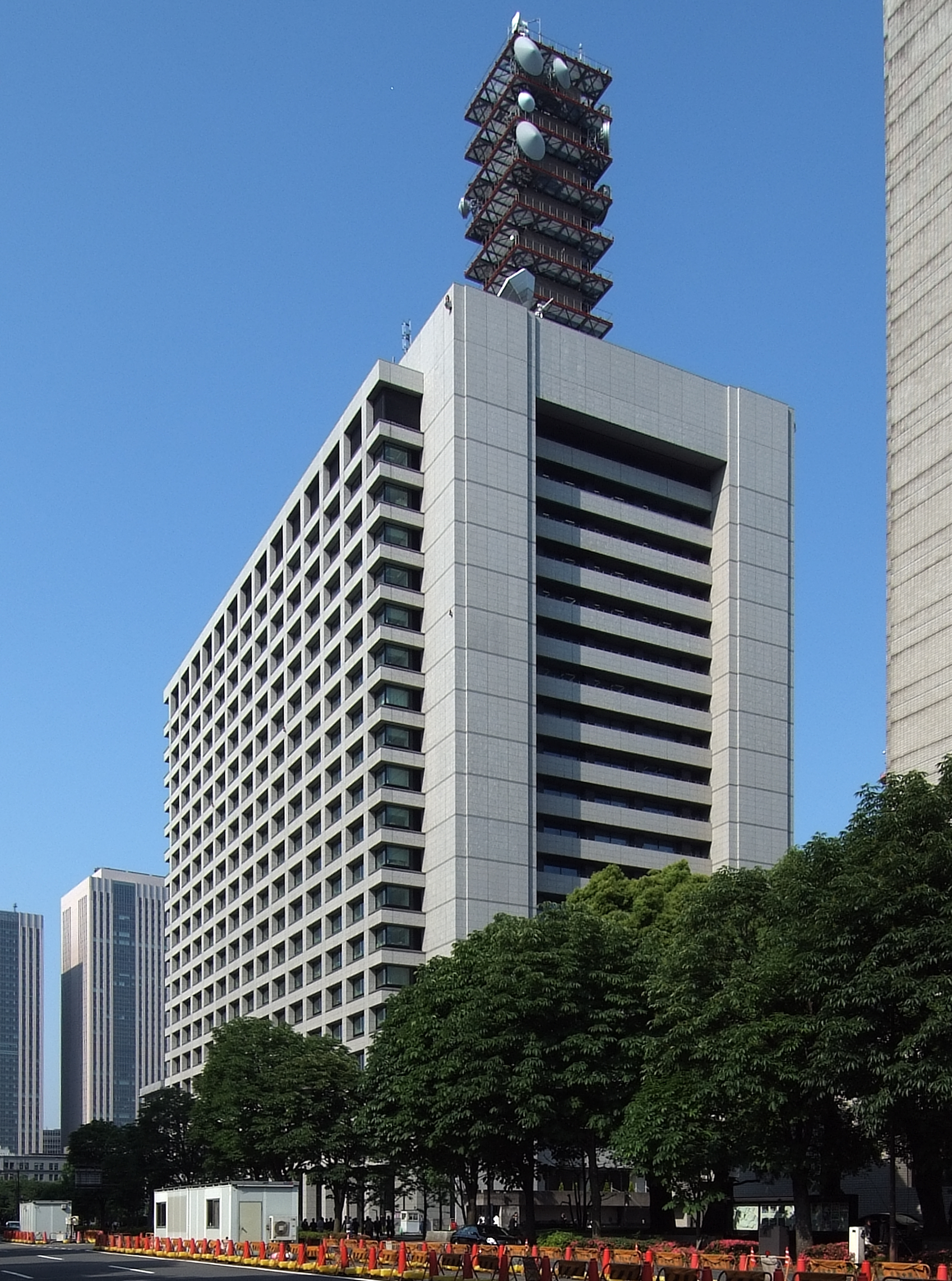
Il Palazzo del Governo centrale no. 2

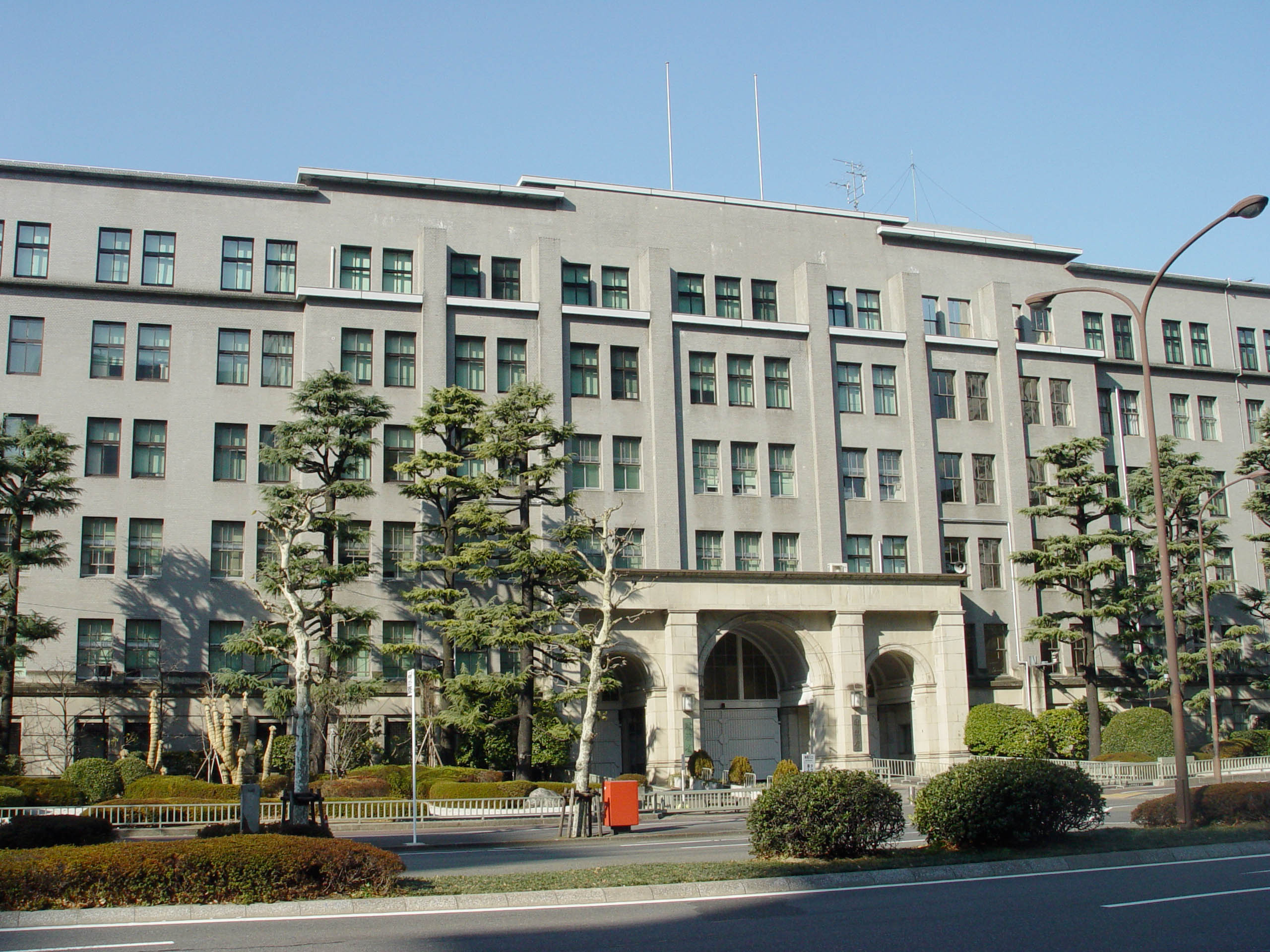
Il palazzo del Ministero delle finanze

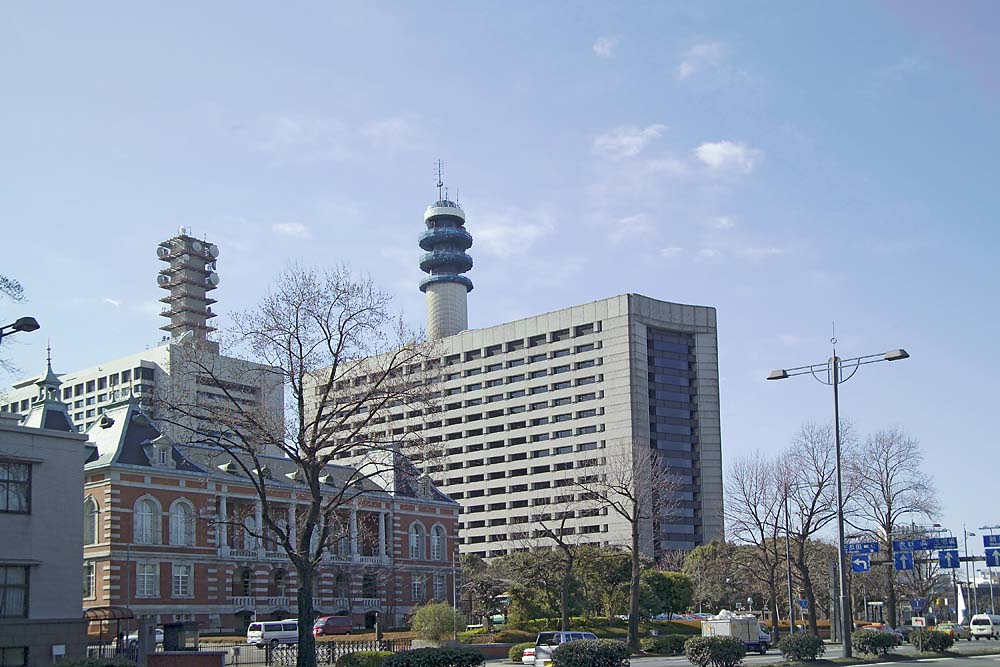
La sede del dipartimento della polizia metropolitana di Tokyo

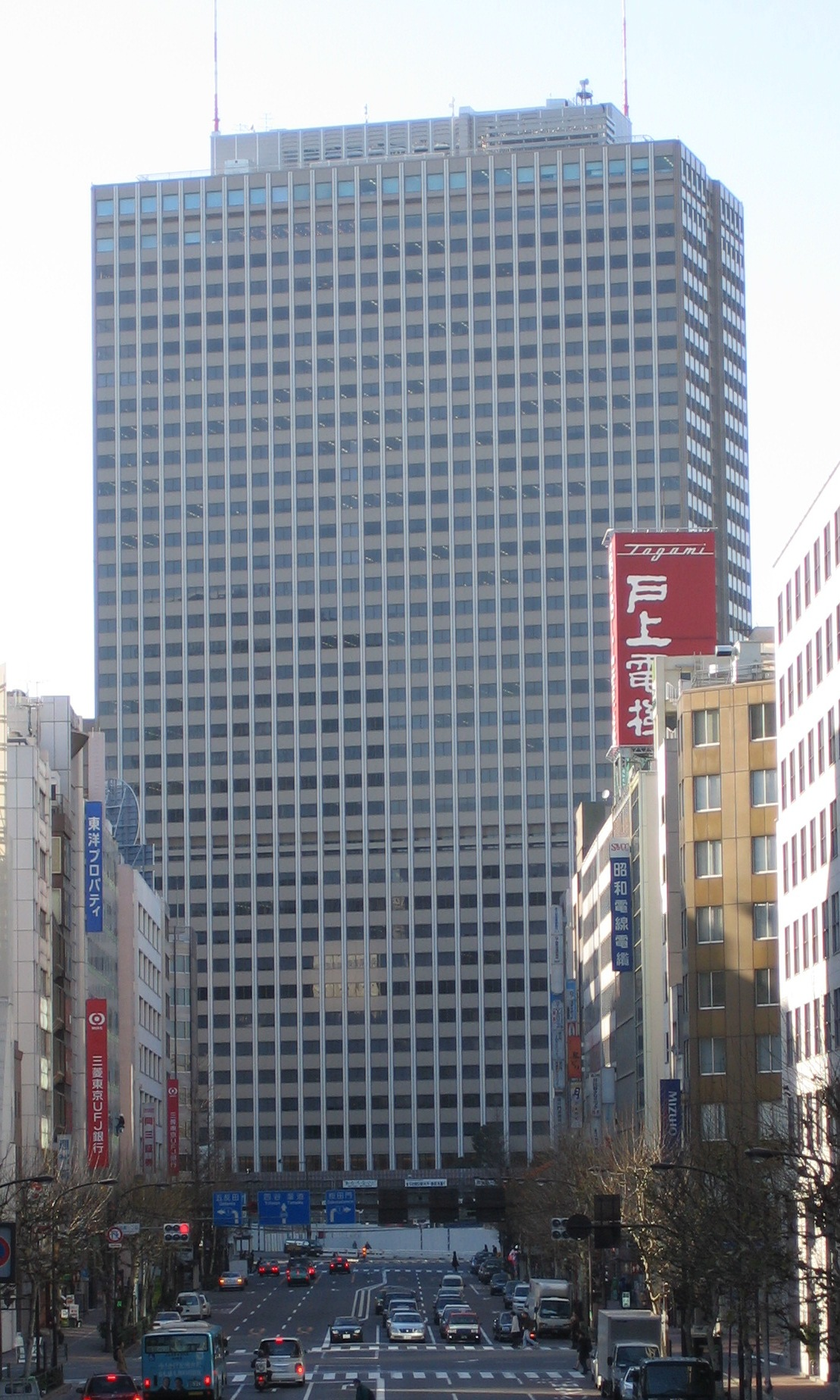
Kasumigaseki Building, il primo grattacielo moderno eretto a Tokyo

### Edifici governativi e istituzionali
- Chūō Gōdō Chōsha Daiichi-gōkan
  - Ministero dell'agricoltura, delle foreste e della pesca
  - Agenzia per la sicurezza alimentare
  - Agenzia forestale
  - Agenzia di controllo della pesca
- Chūō Gōdō Chōsha Daini-gōkan
  - Ministero degli affari interni e delle comunicazioni
  - Agenzia per la gestione degli incendi e delle catastrofi
  - Consiglio di sicurezza dei trasporti
  - Agenzia nazionale di polizia
  - Commissione nazionale per la pubblica sicurezza
  - Tribunale giapponese per gli incidenti marittimi
- Chūō Gōdō Chōsha Daisan-gōkan
  - Ministero del territorio, delle infrastrutture, dei trasporti e del turismo
  - Guardia costiera del Giappone
  - Agenzia del turismo del Giappone
- Chūō Gōdō Chōsha Daiyon-gōkan
  - Comando per la cooperazione alla pace internazionale
  - Commissione giapponese per l'energia atomica
  - Ufficio legislativo del Gabinetto del Giappone
  - Commissione di valutazione di impatto ambientale
  - Agenzia dei consumatori
  - Agenzia giapponese per la ricostruzione
- Chūō Gōdō Chōsha Daigo-gōkan
  - Ministero della salute, del lavoro e del welfare
  - Ministero dell'ambiente
  - Agenzia per l'ambiente
  - Autorità nazionale del personale governativo
- Chūō Gōdō Chōsha Dairoku-gōkan
  - Ministero della giustizia
  - Procura pubblica suprema
  - Procura pubblica dell'Alta corte di Tokyo
  - Tribunale distrettuale di Tokyo
  - Commissione d'esame per la pubblica sicurezza
  - Agenzia d'informazione per la pubblica sicurezza
  - Autorità garante della concorrenza e del mercato
  - Tribunale della famiglia
  - Corte sommaria di Tokyo
- Chūō Gōdō Chōsha Dainana-gōkan
  - Ministero dell'istruzione, della cultura, dello sport e della tecnologia
  - Collegio dei Revisori
  - Agenzia dei servizi finanziari
  - Agenzia per gli affari culturali
- Ministero delle finanze
- Ministero degli affari esteri
- Dipartimento della Polizia metropolitana di Tokyo
- Ufficio di pubblica sicurezza del Dipartimento della Polizia metropolitana di Tokyo
- Palazzo di giustizia dell'Alta corte di Tokyo
  - Alta corte di Tokyo
  - Alta corte di Tokyo per la proprietà intellettuale
  - Corte distrettuale di Tokyo
- Palazzo della Federazione degli ordini degli avvocati del Giappone
- Sede dell'Ufficio brevetti e del Centro nazionale di informazione e formazione sulla proprietà industriale

### Altri edifici
Oltre a essere sede di diversi edifici governativi e istituzionali, Kasumigaseki presenta anche altri edifici di rilievo, quali il Kasumigaseki Building (il primo grattacielo moderno eretto a Tokyo), che ospita gli uffici dell'Asian Development Bank Institute, dell'Asian Development Bank e della PricewaterhouseCoopers, e il Kasumigaseki Common Gate, al cui interno si trova il quartier generale della Tokuyama Corporation. Anche la sede della Japan Post Holdings si trova a Kasumigaseki.

## Servizi

### Stazioni
- Stazione di Kasumigaseki (Linea Chiyoda, Linea Hibiya, Linea Marunouchi)
- Stazione di Sakuradamon (Linea Yūrakuchō)
- Stazione di Toranomon (Linea Ginza)